# 1806
| 1806               |
| ------------------ |
| Dødsfald - Fødsler |
| • Begivenheder     |

| Gregoriansk kalender | 1806 MDCCCVI            |
| Ab urbe condita      | 2559                    |
| Armensk kalender     | 1255 ԹՎ ՌՄԾԵ            |
| Kinesiske kalender   | 4502 – 4503 乙丑 – 丙寅 |
| Etiopisk kalender    | 1798 – 1799             |
| Jødisk kalender      | 5566 – 5567             |
| Hindukalendere       |                         |
| - Vikram Samvat      | 1861 – 1862             |
| - Shaka Samvat       | 1728 – 1729             |
| - Kali Yuga          | 4907 – 4908             |
| Iransk kalender      | 1184 – 1185             |
| Islamisk kalender    | 1221 – 1222             |

Året 1806 startede på en onsdag.
Konge i Danmark: Christian 7. 1766-1808
Se også 1806 (tal)

## Begivenheder

### Januar
- 8. januar - Kapkolonien bliver en britisk koloni

### Marts
- 1. marts - det første postbud i Danmark, en ”fodpost”, udbringer 320 breve i København

### Juni
- 6. juni - ved en kongelig resolution påbydes opførelse af amtslige sygehuse

### Juli
- 12. juli - seksten tyske delstater forlader det tysk-romerske rige og danner Rhinforbundet

### August
- 6. august – Frans 2. nedlægger den tysk-romerske kejserkrone, og det tysk-romerske rige ophører med at eksistere efter at det nærmest var faldet fra hinanden efter Napoleon Bonapartes erobringer

### Oktober
- 9. oktober - Preussen erklærer Frankrig krig og indleder derved den Fjerde koalitionskrig
- 14. oktober – Napoleon 1. af Frankrig sejrer over Preussen ved Jena og Auerstedt.
- 27. oktober – Napoleon 1. af Frankrig rykker ind i Berlin efter at have tilføjet de "uovervindelige" preussiske styrker store nederlag

### November
- 21. november - fra det erobrede Berlin udsteder kejser Napoleon dekret om fastlandsspærringen, der forbyder al handel med England

### December
- 1. december - Danmarks første bemandede ballonopstigning finder sted i København

## Født
- 21. marts – Benito Juárez, mexicansk præsident og frihedshelt.

## Dødsfald
- 16. marts – Johann Clemens Tode, dansk læge og forfatter (har lagt navn til Todesgade).